# Куимов, Николай Дмитриевич
Николай Дмитриевич Куимов (16 декабря 1957, Малые Хаймёнки, Кировская область — 17 августа 2021, Кубинка, Московская область) — Заслуженный лётчик-испытатель Российской Федерации (2003), Герой Российской Федерации (2006). Шеф-пилот ПАО «Ил».

## Биография
Родился 16 декабря 1957 года в деревне Малые Хаймёнки. Окончил Тамбовское высшее военное авиационное училище лётчиков имени М. М. Расковой. В 1989 году окончил Центр подготовки лётчиков-испытателей Государственного лётно-испытательного центра имени Чкалова. С начала 1990-х годов был лётчиком-испытателем ОКБ имени Ильюшина.
Участвовал в испытаниях «Ил-96-300ПУ» и «Ил-76МФ».  Также принимал активное участие в испытаниях «Ил-114-100». В общей сложности Куимов освоил более 35 типов самолётов.
30 марта 2019 года командовал экипажем, который провёл первый испытательный полёт опытного образца российского лёгкого военно-транспортного самолёта Ил-112В.
16 декабря 2020 года на аэродроме в Жуковском, командуя экипажем, совершил первый полёт на новом пассажирском региональном турбовинтовом самолёте Ил-114-300.

### Гибель
Погиб 17 августа 2021 года в результате катастрофы вблизи аэродрома Кубинка. Первый испытательный экземпляр самолёта должен был стать одним из главных экспонатов на военном форуме «Армия-2021». Именно поэтому его перебазировали с аэродрома ЛИИ им. Громова в Жуковском в Кубинку.
Заходя на посадку, самолёт летел на небольшой высоте и с невысокой скоростью, когда в районе двигателя на правом крыле возникло возгорание. Вскоре он стал заваливаться на правое крыло, после чего перевернулся в воздухе и врезался в землю в 1,5 км от взлётно-посадочной полосы. Все трое членов экипажа погибли.
Похоронен 31 августа 2021 года на Федеральном военном мемориале «Пантеон защитников Отечества».

## Награды
- Заслуженный лётчик-испытатель Российской Федерации (2003). Также награждён орденом Мужества и рядом медалей[3].
- Указом Президента Российской Федерации от 28 декабря 2006 года за «мужество и героизм, проявленные при испытании новых образцов авиационной техники» Николай Куимов был удостоен звания Героя Российской Федерации с вручением медали «Золотая Звезда» за номером 880[3].
- Указом Президента Российской Федерации от 31 августа 2021 года вместе с другими членами экипажа разбившегося самолёта Ил-112В посмертно награждён орденом Мужества[10]

### Комментарии
1. ↑  По мнению экспертов, испытательный образец самолёта не предназначен для демонстрационных полётов, и отправлять его на авиационное шоу было нельзя[7].
2. ↑  В состав экипажа входили лётчик-испытатель Дмитрий Комаров и бортинженер-испытатель Николай Хлудеев.